# Яланецькі джерела
Яланецькі джерела — гідрологічна пам'ятка природи місцевого значення. Розташована на території с. Яланець Томашпільського району Вінницької області. Оголошена відповідно до Рішення Вінницького облвиконкому від 29.08.1984 р. № 371. Охороняються великодебітні джерела ґрунтової води, що виходять на поверхню із жорнових пісковиків і живлять р. Яланка.